# Anka Vidovič Miklavčič
Anka (Anamarija) Vidovič Miklavčič, slovenska zgodovinarka in bibliografka, * 21. marec 1936, Gornja Radgona.

## Življenje in delo
Rojena je bila v Gornji Radgoni, Leopoldu Vidoviču in Ani r. Verstovšek. Po zgodnjem otroštvu v Gostivaru (Makedonija), je osnovno šolo in nižjo gimnazijo obiskovala v Tržiču, nato učiteljišče v  Ljubljani. Leta 1955 se je vpisala na ljubljansko Filozofsko fakulteto in ob delni zaposlitvi diplomirala leta 1961 na oddelku za zgodovino.
Po triletnem pedagoškem delu se je leta 1964 zaposlila  kot strokovna sodelavka na Inštitutu za zgodovino delavskega gibanja v Ljubljani (danes Inštitut za novejšo zgodovino). S sodelavkami je sestavila obsežen katalog časopisnih in revialnih člankov iz časa med prvo in drugo svetovno vojno, ki je delno izšel pod naslovom: Bibliografija člankov o delavskem gibanju na Slovenskem v slovenskih časnikih in časopisih : od 1. januarja 1917 do 26. marca 1941 zgolj za leto 1917. Sama je leta 1973 sestavila Bibliografsko kazalo Kronike : časopisa za slovensko krajevno zgodovino (1953-1972) in Bibliografsko kazalo Kronike slovenskih mest (1934-1940).
Raziskovala je tudi tematske sklope novejše zgodovine. Leta 1980 je izšla nagrajena monografija Slovenski železničarji pod italijansko okupacijo v Ljubljanski pokrajini 1941-1943.  (COBISS). V zgodovinskih raziskavah obdobja 1918-1941 je posebno pozornost posvetila mladinskim, prosvetno-kulturnim, kmečko-stanovskim, narodnoobrambnim in ženskim organizacijam in društvom, idejnopolitičnim vprašanjem ter strankam, delno v marksističnem, predvsem pa v liberalnem in katoliškem taboru. Kronološko se je v raziskavah osredotočila predvsem na trideseta leta dvajsetega stoletja. Leta 1992 je bila promovirana za doktorico zgodovinskih znanosti in 1998 izvoljena v naziv znanstvene svetnice Inštituta za novejšo zgodovino. Disertacija Mladina med nacionalizmom in katolicizmom (1994) sodi med temeljna dela o politiki in ideologiji na Slovenskem med obema vojnama. Rezultate raziskovalnega dela je objavila v številnih znanstvenih razpravah ter na znanstvenih posvetih kakor tudi v 58 geslih Enciklopedije Slovenije. Posebej se je posvečala tudi krajevni zgodovini in v okviru upravne ureditve med obema vojnama predstavila rezultate mikroraziskav za številne okraje. Bila je tudi soavtorica knjige Slovenska novejša zgodovina : od programa Zedinjena Slovenija do mednarodnega priznanja Republike Slovenije : 1848-1992 (Ljubljana, 2005).